# Бофор-ан-Анжу
Бофор-ан-Анжу (фр. Beaufort-en-Anjou) — муніципалітет у Франції, у регіоні Пеї-де-ла-Луар, департамент Мен і Луара. Бофор-ан-Анжу утворено 1 січня 2016 року шляхом злиття муніципалітетів Бофор-ан-Валле i Же. Адміністративним центром муніципалітету є Бофор-ан-Валле. Населення — 6994 особи (01.01.2021).